# Katarzyna Dydek
Katarzyna Elżbieta Dydek (Varsavia, 21 marzo 1970) è un'ex cestista e allenatrice di pallacanestro polacca.
È la sorella di Margo Dydek.

## Carriera
Con la Polonia ha disputato i Giochi olimpici di Sydney 2000 e tre edizioni dei Campionati europei (1991, 1999, 2001).